# Marko Stunt
Noah Nelms (nacido el 30 de julio de 1996) es un luchador profesional retirado estadounidense, conocido por el nombre en el ring de Marko Stunt. Es conocido por haber trabajado para All Elite Wrestling (AEW). También es conocido por sus apariciones en Game Changer Wrestling (GCW) e IWA Mid-South.

## Primeros años
Nelms nació el 30 de julio de 1996 de Lori Nelms y ex-pastor y misionero Dwyndl Nelms. Al crecer, Nelms encontró interés en la lucha libre profesional a través de su padre. 
En una entrevista en video de Chris Van Vliet, Nelms reveló que debido al papel de su padre como pastor, Nelms y su familia vivían en varios estados diferentes en la parte baja del sur, así como en Costa Rica y Nicaragua. Nelms se graduó de Lewisburg High School. Durante sus últimos años de adolescencia, Nelms ganó el programa de talentos de su escuela y también encontró un pequeño éxito haciendo versiones de guitarra en YouTube subidas por sus padres.

## Carrera

### Circuito independiente (2015-2019)
Stunt comenzó a entrenar cuando tenía 18 años. Stunt luchó principalmente localmente alrededor de Misisipi y para Cape Championship Wrestling en Misuri. En enero de 2018, Stunt hizo su debut para el show número 800 de IWA Mid-South, siendo derrotado. En Game Changer Wrestling, en el evento de Joey Janela's Lost In New York, Stunt perdió ante KTB, sin embargo, esta exposición y su actuación fueron populares entre los fanáticos de la lucha en línea. Esta actuación llamó la atención de Cody Rhodes y The Young Bucks, quienes anunciaron Stunt para All In. En All In, Stunt participó en el pre-show de Over the Budget Battle Royal.
En septiembre de 2018, Stunt compitió en Pro Wrestling Guerrilla en el torneo de Battle of Los Angeles (BOLA), donde fue eliminado en la primera ronda por Trevor Lee.

### All Elite Wrestling (2019-2022)
El 25 de mayo, Stunt hizo una aparición especial en el inaugural evento de Double or Nothing en el pre-show en el Casino Battle Royale por una oportunidad por el Campeonato Mundial de AEW donde fue eliminado por Ace Romero. Más tarde se confirmó que Stunt había firmado con AEW. Stunt encontró aliados con Jungle Boy y Luchasaurus en Being The Elite después de que segmentos de Stunt mostraran que fue acosado por otros miembros del vestuario. El trío formó el Jurassic Express.
Jurassic Express fueron anunciados para el torneo inaugural del Campeonato Mundial en Parejas de AEW para enfrentar a los Lucha Brothers (Fénix & Pentagón Jr.) en la primera ronda. Marko Stunt reemplazó a Luchasaurus por el equipo debido a que Luchasaurus sufrió una lesión en los isquiotibiales. Sin embargo, Jungle Boy y Marko Stunt perdieron ante los Lucha Brothers eliminándolos del resto del torneo.
En noviembre de 2024, Stunt anunció su retiro de la lucha libre profesional.

## Vida personal
Nelms tiene un hermano menor que también es un luchador profesional bajo el nombre de Logan Stunt. Nelms ayuda a emitir un pódcast familiar llamado "Stunt Family Podcast". Crecer en Big Show fue el luchador favorito de Nelms y sus influencias incluyen a Rey Mysterio, Kane, Chris Jericho, Eddie Guerrero y The Undertaker.

## Campeonatos y logros
- Cape Championship Wrestling
  - CCW Heavyweight Championship (1 vez)[19]
  - CCW Tag Team Championship (1 vez) – con Mikey McFinnegan[20]

- DDT Pro-Wrestling
  - Ironman Heavymetalweight Championship (1 vez)

- Scenic City Invitational
  - Futures Showcase Tournament (2018)[21]

- Southern Underground Pro
  - SUP Bonestorm Championship (1 vez)[22]